# HJK Helsinki
El Helsingin Jalkapalloklubi (en español: Club de Fútbol de Helsinki), conocido en el ámbito internacional como «HJK Helsinki», es un club de fútbol profesional con sede en Helsinki, Finlandia. El club fue fundado en 1907 y juega en la Primera División finlandesa. 
Desde su fundación en 1907 se le considera el club de fútbol más importante a nivel nacional. El club es el más laureado del fútbol finlandés con 33 títulos de liga, además de haber conquistado 14 copas de Finlandia, 6 copas de la liga y 12 supercopas, sumando un total de 59 títulos nacionales.
Buena parte de los miembros de la selección finlandesa han jugado allí antes de partir al extranjero, entre ellos Jari Litmanen, Aki Riihilahti y Mikael Forssell. Su estrategia deportiva está basada en el desarrollo de la cantera.

## Historia

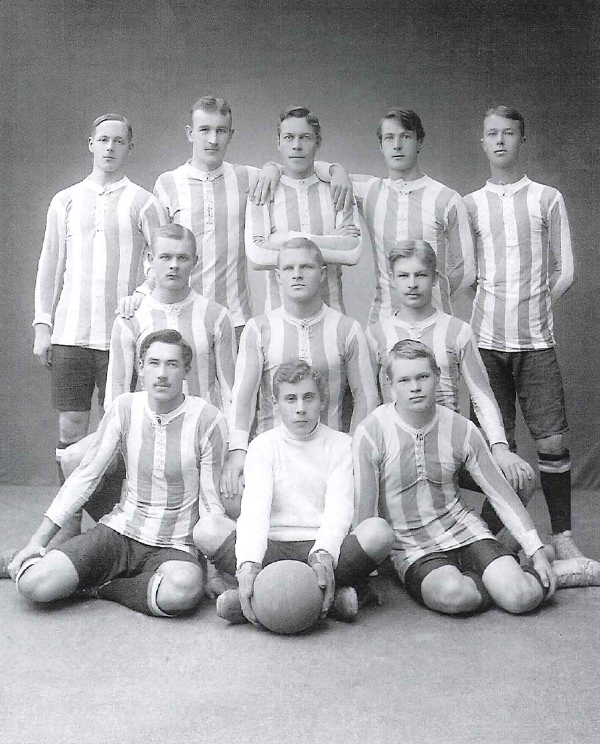
Plantilla del HJK que ganó la primera liga en 1911.

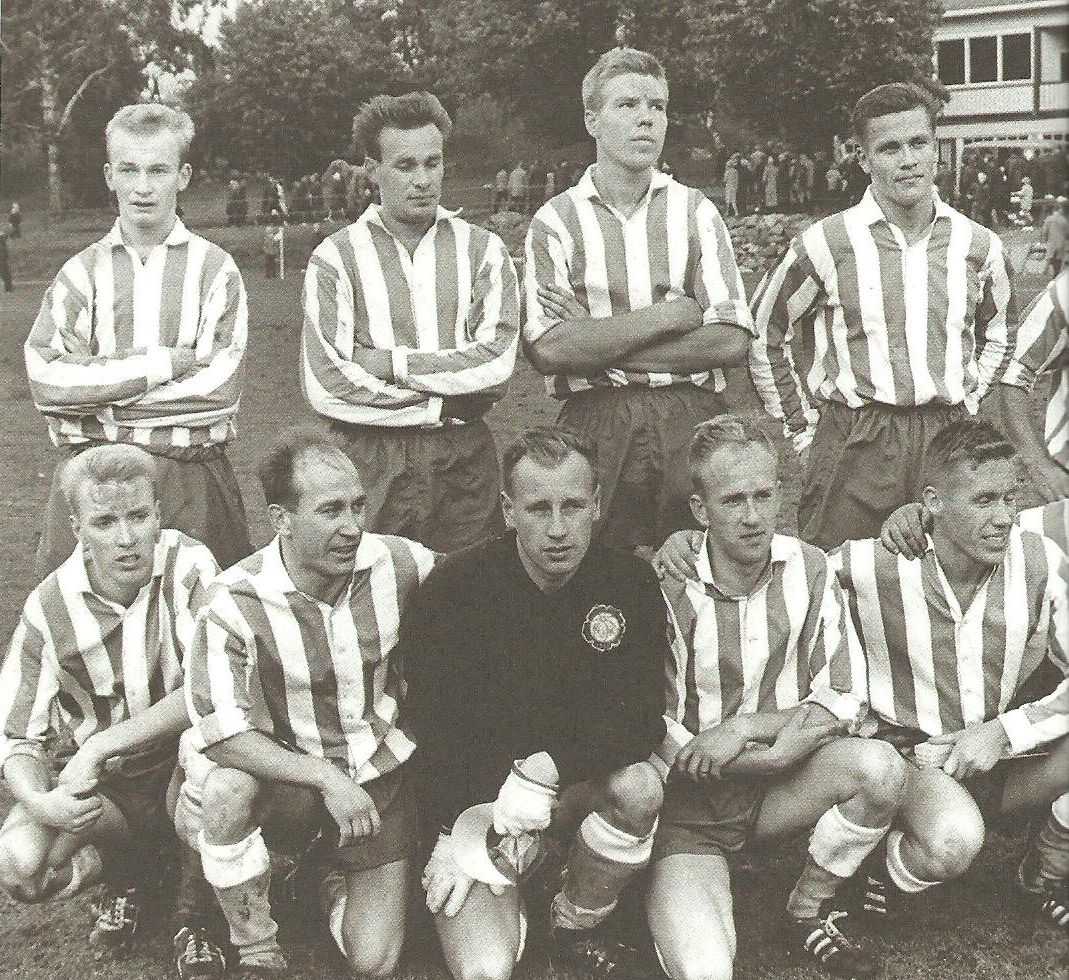
El HJK de 1964.

La entidad fue fundada en 1907 por el patinador Franz Fredrik Wathén, con el nombre bilingüe de Helsingin Jalkapalloklubi – Helsingfors Fotbollsklubb. Al poco tiempo adoptó el finés como lengua principal, y en 1909 cambió los colores sociales por el azul y blanco de la actual bandera de Finlandia. Además del fútbol fue creando secciones en otros deportes como el bandy, el hockey sobre hielo y el balonmano.
El HJK conquistó su primer campeonato nacional en 1911, y desde entonces se convertiría en una de las potencias del fútbol finés, con siete copas más bajo el sistema antiguo. Mantuvieron una intensa rivalidad con los otros clubes de la capital: el HIFK (ligado a la comunidad sueca) y el HPS. Tras la adopción del sistema de liga en 1930, el HJK se llevó las ediciones de 1936 y 1938 y supo mantenerse hasta la interrupción causada por la Segunda Guerra Mundial.
Después de veintiséis años de sequía, en los que incluso había llegado a descender, el HJK obtuvo un décimo campeonato nacional en la temporada 1964. Esa victoria doméstica le permitió debutar en la Copa de Europa 1965-66, si bien no pasaría de la ronda previa al ser eliminado por el Manchester United. La entidad blanquiazul tuvo contados momentos de celebración, con dos triunfos ligueros (1973 y 1978) y un doblete en 1981. A partir de 1976 se convertiría en un club exclusivo de fútbol.
La llegada al banquillo de Jyrki Heliskoski fue un punto de inflexión para el HJK, con tres campeonatos nacionales a finales de los años 1980. La conversión de la Primera División en un torneo profesional dejó a la entidad en una complicada tesitura: a pesar de sumar dos ligas más a sus vitrinas (1990 y 1992), estuvo a punto de caer en bancarrota. No obstante, supo recomponerse gracias a los recursos de la cantera y cuajó buenas actuaciones tanto en la Copa de Finlandia como en la Copa de la Liga.
La consecución de la Veikkausliiga de 1997 les llevó a disputar la Liga de Campeones 1998-99. Tras derrotar al FC Ereván y al FC Metz, el HJK se convirtió en el primer club finlandés que llegaba a la fase de grupos del torneo, bajo las órdenes del técnico Antti Muurinen. Este regresaría en 2007 para convertir al HJK en potencia doméstica, al punto de lograr seis ligas consecutivas entre 2009 y 2014.
En cuanto a la Liga Europa de la UEFA, en la edición 2014-15 se convirtió en el primer equipo finlandés en clasificarse para la fase de grupos.

## Estadio

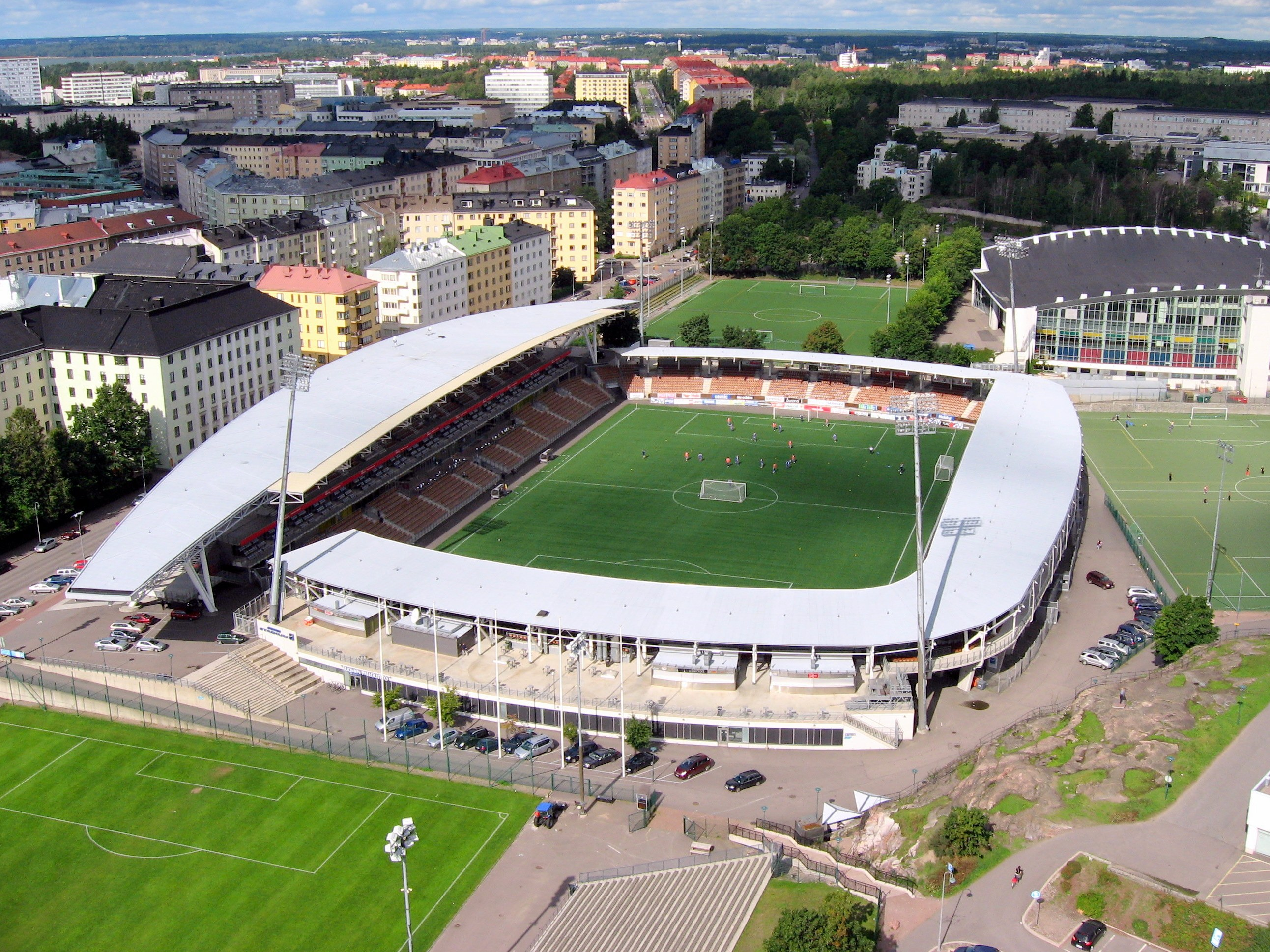
Imagen aérea del Estadio de Töölö.

El HJK Helsinki disputa sus partidos como local en el Estadio de Fútbol de Töölö, conocido por razones de patrocinio como Telia 5G -areena y anteriormente como Estadio Sonera. Su aforo es de 10.776 espectadores, las medidas del terreno de juego son 105 por 68 metros y tiene césped artificial.
Fue inaugurado en el 2000 como un estadio diseñado exclusivamente para partidos de fútbol. Está localizado en las inmediaciones del Estadio Olímpico de Helsinki, utilizado para encuentros internacionales o que requieran mayor aforo gracias a sus 40.600 localidades.

## Jugadores

### Altas y bajas 2023-24 (verano)
Altas 
| Jugador | Nacionalidad | Posición | Procedencia  | Tipo | Precio |
| ------- | ------------ | -------- | ------------ | ---- | ------ |
|         | Bandera de ? |          | Bandera de ? |      |        |

Bajas 
| Jugador | Nacionalidad | Posición | Destino      | Tipo | Precio |
| ------- | ------------ | -------- | ------------ | ---- | ------ |
|         | Bandera de ? |          | Bandera de ? |      |        |

## Rivalidades

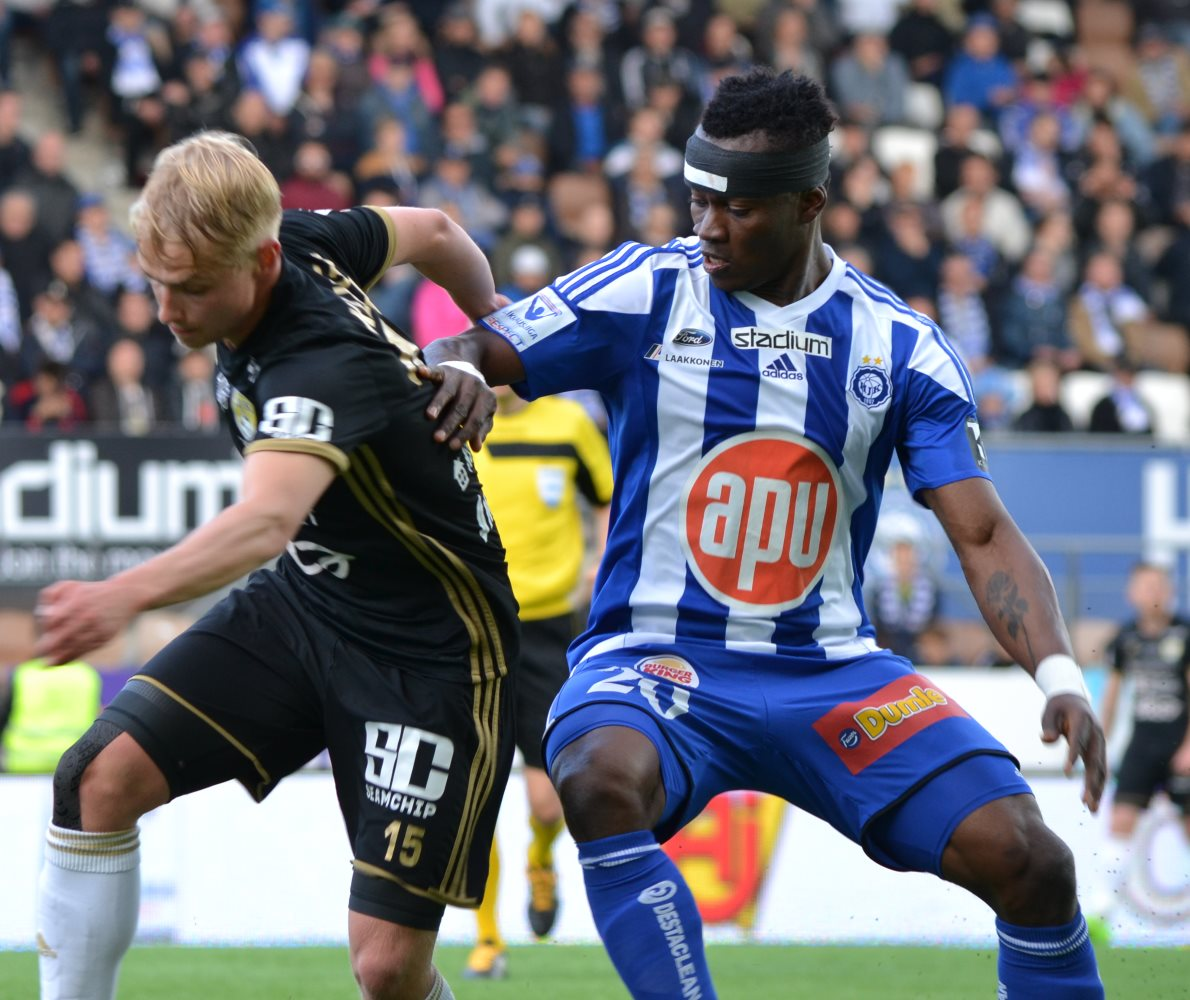
Partido entre el HJK Helsinki y el SJK Seinäjoki.

El HJK disputa el llamado «Derbi de Helsinki» ante el Helsingfors IFK. Tradicionalmente ambos han sido los clubes deportivos con más renombre en la capital, aunque sus trayectorias se han distanciado: el HJK debe sus éxitos al fútbol en exclusiva, mientras que el HIFK mantiene otras secciones y destaca en hockey sobre hielo. En sus orígenes el HJK era apoyado por hablantes de finés y el HIFK representaba a la minoría sueca. Los caminos de ambos clubes no se cruzaron en la máxima categoría durante 43 años, hasta que el HIFK regresó a la máxima categoría en 2014.
Entre 1999 y 2004 el HJK tuvo otro rival local, el FC Jokerit, basado en el club de hockey homónimo. Sin embargo, el club blanquiazul terminó comprándolo para convertirlo en su filial, el Klubi-04.
Existe también una rivalidad deportiva con el FC Haka Valkeakoski y con el FC Lahti.

## Datos del club
- Temporadas en Primera División: 78

Debut: Temporada 1931 (inaugural)
Mejor posición: 1.º (veinte ocasiones, la última en la temporada 2014)
Peor posición: 11.º (temporada 1962)
Descensos: Cuatro (última vez en 1962)
- Temporadas en Segunda División: 6

Debut: Temporada 1932
Ascensos: Cuatro (última vez en 1963)
- Participaciones en la Liga de Campeones: 10

Mejor posición: Fase de grupos (temporada 1998-99)

## Palmarés

### Fútbol masculino

#### Torneos nacionales
- Primera División (33):

1911, 1912, 1917, 1918, 1919, 1923, 1925, 1936, 1938, 1964, 1973, 1978, 1981, 1985, 1987, 1988, 1990, 1992, 1997, 2002, 2003, 2009, 2010, 2011, 2012, 2013, 2014, 2017, 2018, 2020, 2021, 2022, 2023.
- Copa de Finlandia (14):

1966, 1981, 1984, 1993, 1996, 1998, 2000, 2003, 2006, 2008, 2011, 2014, 2017, 2020
- Copa de Liga de Finlandia (6):

1994, 1996, 1997, 1998, 2015, 2023
- Supercopa de Finlandia (12):

1990, 1997, 2002, 2003, 2005, 2009, 2010, 2011, 2012, 2013, 2014, 2017

## Participación en competiciones de la UEFA

### Partidos
| Temporada | Torneo                        | Ronda             | Club                   | Casa      | Visita    | Global      |  |
| --------- | ----------------------------- | ----------------- | ---------------------- | --------- | --------- | ----------- |  |
| 1965–66   | European Cup                  | Preliminar        | Manchester United      | 2–3       | 0–6       | 2–9         |  |
| 1967–68   | UEFA Cup Winners' Cup         | 1                 | Wisła Kraków           | 1–4       | 0–4       | 1–8         |  |
| 1974–75   | European Cup                  | 1                 | Valletta               | 4–1       | 0–1       | 4–2         |  |
| 1974–75   | European Cup                  | 2                 | Åtvidabergs FF         | 0–3       | 0–1       | 0–4         |  |
| 1975–76   | UEFA Cup                      | Preliminar        | Hertha BSC             | 1–2       | 1–4       | 2–6         |  |
| 1979–80   | European Cup                  | 1                 | AFC Ajax               | 1–8       | 1–8       | 2–16        |  |
| 1982–83   | European Cup                  | 1                 | Omonia                 | 3–0       | 0–2       | 3–2         |  |
| 1982–83   | European Cup                  | 2                 | Liverpool              | 1–0       | 0–5       | 1–5         |  |
| 1983–84   | UEFA Cup                      | 1                 | Spartak Moscow         | 0–5       | 0–2       | 0–7         |  |
| 1984–85   | UEFA Cup                      | Preliminar        | Dinamo Minsk           | 0–6       | 0–4       | 0–10        |  |
| 1985–86   | UEFA Cup Winners' Cup         | 1                 | Flamurtari             | 3–2       | 2–1       | 5–3         |  |
| 1985–86   | UEFA Cup Winners' Cup         | 2                 | Dynamo Dresden         | 1–0       | 2–7       | 3–7         |  |
| 1986–87   | European Cup                  | 1                 | APOEL                  | 3–2       | 0–1       | 3–3 (a)     |  |
| 1988–89   | European Cup                  | 1                 | FC Porto               | 2–0       | 0–3       | 2–3         |  |
| 1989–90   | European Cup                  | 1                 | A.C. Milan             | 0–1       | 0–4       | 0–5         |  |
| 1991–92   | European Cup                  | 1                 | Dynamo Kyiv            | 0–1       | 0–3       | 0–4         |  |
| 1993–94   | UEFA Champions League         | Preliminar        | Norma Tallinn          | 1–1       | 1–0       | 2–1         |  |
| 1993–94   | UEFA Champions League         | 1                 | Anderlecht             | 0–3       | 0–3       | 0–6         |  |
| 1994–95   | UEFA Cup Winners' Cup         | Preliminar        | B71                    | 2–0       | 5–0       | 7–0         |  |
| 1994–95   | UEFA Cup Winners' Cup         | 1                 | Beşiktaş               | 1–1       | 0–2       | 1–3         |  |
| 1995      | UEFA Intertoto Cup            | Grupo 5           | IFK Norrköping         |           | 1–1       | 3° lugar    |  |
| 1995      | UEFA Intertoto Cup            | Grupo 5           | Bohemians              | 3–2       |           | 3° lugar    |  |
| 1995      | UEFA Intertoto Cup            | Grupo 5           | OB                     |           | 1–2       | 3° lugar    |  |
| 1995      | UEFA Intertoto Cup            | Grupo 5           | Bordeaux               | 1–1       |           | 3° lugar    |  |
| 1996–97   | UEFA Cup                      | Preliminar        | Pyunik Yerevan         | 5–2 (aet) | 1–3       | 6–5         |  |
| 1996–97   | UEFA Cup                      | Clasificatoria    | Chernomorets Odesa     | 2–2       | 0–2       | 2–4         |  |
| 1997–98   | UEFA Cup Winners' Cup         | Clasificatoria    | Red Star Belgrade      | 1–0       | 0–3       | 1–3         |  |
| 1998–99   | UEFA Champions League         | 1° Clasificatoria | FC Yerevan             | 2–0       | 3–0       | 5–0         |  |
| 1998–99   | UEFA Champions League         | 2° Clasificatoria | FC Metz                | 1–0       | 1–1       | 2–1         |  |
| 1998–99   | UEFA Champions League         | Grupo F           | PSV Eindhoven          | 1–3       | 1–2       | 4° lugar    |  |
| 1998–99   | UEFA Champions League         | Grupo F           | 1. FC Kaiserslautern   | 0–0       | 2–5       | 4° lugar    |  |
| 1998–99   | UEFA Champions League         | Grupo F           | Benfica                | 2–0       | 2–2       | 4° lugar    |  |
| 1999–00   | UEFA Cup                      | Clasificatoria    | Shirak Gyumri          | 2–0       | 0–1       | 2–1         |  |
| 1999–00   | UEFA Cup                      | 1                 | Lyon                   | 0–1       | 1–5       | 1–6         |  |
| 2000–01   | UEFA Cup                      | Clasificatoria    | CS Grevenmacher        | 4–1       | 0–2       | 4–3         |  |
| 2000–01   | UEFA Cup                      | 1                 | Celtic                 | 2–1 (aet) | 0–2       | 2–3         |  |
| 2001–02   | UEFA Cup                      | Clasificatoria    | FK Ventspils           | 2–1       | 1–0       | 3–1         |  |
| 2001–02   | UEFA Cup                      | 1                 | Parma                  | 0–2       | 0–1       | 0–3         |  |
| 2002–03   | UEFA Cup                      | Clasificatoria    | FC Gomel               | 0–4       | 0–1       | 0–5         |  |
| 2003–04   | UEFA Champions League         | 1° Clasificatoria | Glentoran              | 1–0       | 0–0       | 1–0         |  |
| 2003–04   | UEFA Champions League         | 2° Clasificatoria | MTK Budapest           | 1–0       | 1–3       | 2–3         |  |
| 2004–05   | UEFA Champions League         | 1° Clasificatoria | Linfield               | 1–0       | 1–0       | 2–0         |  |
| 2004–05   | UEFA Champions League         | 2° Clasificatoria | Maccabi Tel Aviv       | 0–0       | 0–1       | 0–1         |  |
| 2006–07   | UEFA Cup                      | 1° Clasificatoria | Drogheda United        | 1–1       | 1–3 (aet) | 2–4         |  |
| 2007–08   | UEFA Cup                      | 1° Clasificatoria | FC Etzella Ettelbruck  | 2–0       | 1–0       | 3–0         |  |
| 2007–08   | UEFA Cup                      | 2° Clasificatoria | Aalborg BK             | 2–1       | 0–3       | 2–4         |  |
| 2009–10   | UEFA Europa League            | 2° Clasificatoria | FK Vėtra               | 1–3       | 1–0       | 2–3         |  |
| 2010–11   | UEFA Champions League         | 2° Clasificatoria | FK Ekranas             | 2–0 (aet) | 0–1       | 2–1         |  |
| 2010–11   | UEFA Champions League         | 3° Clasificatoria | FK Partizan            | 1–2       | 0–3       | 1–5         |  |
| 2010–11   | UEFA Europa League            | Playoff           | Beşiktaş               | 0–4       | 0–2       | 0–6         |  |
| 2011–12   | UEFA Champions League         | 2° Clasificatoria | Bangor City            | 10–0      | 3–0       | 13–0        |  |
| 2011–12   | UEFA Champions League         | 3° Clasificatoria | Dinamo Zagreb          | 1–2       | 0–1       | 1–3         |  |
| 2011–12   | UEFA Europa League            | Playoff           | Schalke 04             | 2–0       | 1–6       | 3–6         |  |
| 2012–13   | UEFA Champions League         | 2° Clasificatoria | KR Reykjavik           | 7–0       | 2–1       | 9–1         |  |
| 2012–13   | UEFA Champions League         | 3° Clasificatoria | Celtic                 | 0–2       | 1–2       | 1–4         |  |
| 2012–13   | UEFA Europa League            | Playoff           | Athletic Club          | 3–3       | 0–6       | 3–9         |  |
| 2013–14   | UEFA Champions League         | 2° Clasificatoria | Nõmme Kalju            | 0–0       | 1–2       | 1–2         |  |
| 2014–15   | UEFA Champions League         | 2° Clasificatoria | FK Rabotnički          | 2–1       | 0–0       | 2–1         |  |
| 2014–15   | UEFA Champions League         | 3° Clasificatoria | APOEL                  | 2–2       | 0–2       | 2–4         |  |
| 2014–15   | UEFA Europa League            | Playoff           | SK Rapid Wien          | 2–1       | 3–3       | 5–4         |  |
| 2014–15   | UEFA Europa League            | Grupo B           | Copenhagen             | 2–1       | 0–2       | 3° lugar    |  |
| 2014–15   | UEFA Europa League            | Grupo B           | Club Brugge            | 0–3       | 1–2       | 3° lugar    |  |
| 2014–15   | UEFA Europa League            | Grupo B           | Torino                 | 2–1       | 0–2       | 3° lugar    |  |
| 2015–16   | UEFA Champions League         | 2° Clasificatoria | FK Ventspils           | 1–0       | 3–1       | 4–1         |  |
| 2015–16   | UEFA Champions League         | 3° Clasificatoria | Astana                 | 0–0       | 3–4       | 3–4         |  |
| 2015–16   | UEFA Europa League            | Playoff           | Krasnodar              | 0–0       | 1–5       | 1–5         |  |
| 2016–17   | UEFA Europa League            | 1° Clasificatoria | FK Atlantas            | 1–1       | 2–0       | 3–1         |  |
| 2016–17   | UEFA Europa League            | 2° Clasificatoria | Beroe Stara Zagora     | 1–0       | 1–1       | 2–1         |  |
| 2016–17   | UEFA Europa League            | 3° Clasificatoria | IFK Göteborg           | 0–2       | 2–1       | 2–3         |  |
| 2017–18   | UEFA Europa League            | 1° Clasificatoria | Connah's Quay Nomads   | 3–0       | 0–1       | 3–1         |  |
| 2017–18   | UEFA Europa League            | 2° Clasificatoria | Shkëndija              | 1–1       | 1–3       | 2–4         |  |
| 2018–19   | UEFA Champions League         | 1° Clasificatoria | Víkingur Gøta          | 3–1       | 2–1       | 5–2         |  |
| 2018–19   | UEFA Champions League         | 2° Clasificatoria | BATE Borisov           | 1–2       | 0–0       | 1–2         |  |
| 2018–19   | UEFA Europa League            | 3° Clasificatoria | Olimpija Ljubljana     | 1–4       | 0–3       | 1–7         |  |
| 2019–20   | UEFA Champions League         | 1° Clasificatoria | HB                     | 3–0       | 2–2       | 5–2         |  |
| 2019–20   | UEFA Champions League         | 2° Clasificatoria | Red Star Belgrade      | 2–1       | 0–2       | 2–3         |  |
| 2019–20   | UEFA Europa League            | 3° Clasificatoria | Riga FC                | 2–2       | 1–1       | 3–3 (a)     |  |
| 2021–22   | UEFA Champions League         | 1° Clasificatoria | Budućnost              | 3–1       | 4–0       | 7–1         |  |
| 2021–22   | UEFA Champions League         | 2° Clasificatoria | Malmö FF               | 2–2       | 1–2       | 3–4         |  |
| 2021–22   | UEFA Europa League            | 3° Clasificatoria | Neftçi Baku            | 3–0       | 2–2       | 5–2         |  |
| 2021–22   | UEFA Europa League            | Playoff           | Fenerbahçe             | 2–5       | 0–1       | 2–6         |  |
| 2021–22   | UEFA Europa Conference League | Grupo A           | LASK                   | 0–2       | 0–3       | 3° lugar    |  |
| 2021–22   | UEFA Europa Conference League | Grupo A           | Alashkert              | 1–0       | 4–2       | 3° lugar    |  |
| 2021–22   | UEFA Europa Conference League | Grupo A           | Maccabi Tel Aviv       | 0–5       | 0–3       | 3° lugar    |  |
| 2022–23   | UEFA Champions League         | 1° Clasificatoria | RFS                    | 1–0       | 1–2 (aet) | 2–2 (5–4 p) |  |
| 2022–23   | UEFA Champions League         | 2° Clasificatoria | Viktoria Plzeň         | 1–2       | 0–5       | 1–7         |  |
| 2022–23   | UEFA Europa League            | 3° Clasificatoria | Maribor                | 1–0       | 2–0       | 3–0         |  |
| 2022–23   | UEFA Europa League            | Playoff           | Silkeborg              | 1–0       | 1–1       | 2–1         |  |
| 2022–23   | UEFA Europa League            | Grupo C           | AS Roma                | 1–2       | 0–3       | 4° lugar    |  |
| 2022–23   | UEFA Europa League            | Grupo C           | PFC Ludogorets Razgrad | 1–1       | 0–2       | 4° lugar    |  |
| 2022–23   | UEFA Europa League            | Grupo C           | Real Betis             | 0–2       | 0–3       | 4° lugar    |  |
| 2023–24   | UEFA Champions League         | 1° Clasificatoria | Larne                  | 1–0       | 2–2 (aet) | 3–2         |  |
| 2023–24   | UEFA Champions League         | 2° Clasificatoria | Molde                  | 1–0       | 0–2       | 1–2         |  |
| 2023–24   | UEFA Europa League            | 3° Clasificatoria | Qarabağ                | 1–2       | 1–2       | 2–4         |  |
| 2023–24   | UEFA Europa Conference League | Playoff           | Farul Constanța        | 2–0       | 1–2       | 3–2         |  |
| 2023–24   | UEFA Europa Conference League | Grupo G           | Eintracht Frankfurt    | 0–1       | 0–6       | 4° lugar    |  |
| 2023–24   | UEFA Europa Conference League | Grupo G           | PAOK                   | 2–3       | 2–4       | 4° lugar    |  |
| 2023–24   | UEFA Europa Conference League | Grupo G           | Aberdeen               | 2–2       | 1–1       | 4° lugar    |  |
| 2024–25   | UEFA Champions League         | 1° Clasificatoria | Panevėžys              | 1–1       | 0–3       | 1–4         |  |
| 2024–25   | UEFA Conference League        | 3° Clasificatoria | Dečić                  | 1–0       | 1–2 (aet) | 2–2 (4–3 p) |  |
| 2024–25   | UEFA Conference League        | Playoff           | KÍ                     | 2–1       | 2–2       | 4–3         |  |
| 2024–25   | UEFA Conference League        | Liga              | Lugano                 |           | 0–3       | 30° lugar   |  |
| 2024–25   | UEFA Conference League        | Liga              | Dinamo Minsk           | 1–0       |           | 30° lugar   |  |
| 2024–25   | UEFA Conference League        | Liga              | Olimpija Ljubljana     | 0–2       |           | 30° lugar   |  |
| 2024–25   | UEFA Conference League        | Liga              | Panathinaikos          |           | 0–1       | 30° lugar   |  |
| 2024–25   | UEFA Conference League        | Liga              | Molde                  | 2–2       |           | 30° lugar   |  |
| 2024–25   | UEFA Conference League        | Liga              | Real Betis             |           | 0–1       | 30° lugar   |  |
| 2025–26   | UEFA Conference League        | 1° Clasificatoria | NSÍ                    | 5–0 (aet) | 0–4       | 5–4         |  |
| 2025–26   | UEFA Conference League        | 2° Clasificatoria | Arda Kardzhali         | 2–2 (aet) | 0–0       | 2–2 (3–4 p) |  |

### Por competición
Nota: En negrita competiciones activas.
| Competición                                   | Temp. | PJ  | PG | PE | PP | GF  | GC  | Dif. | Puntos | Títulos | Subtítulos |
| --------------------------------------------- | ----- | --- | -- | -- | -- | --- | --- | ---- | ------ | ------- | ---------- |
| Copa de Europa / Liga de Campeones de la UEFA | 22    | 80  | 29 | 13 | 38 | 113 | 127 | -14  | 100    | –       | –          |
| Copa de la UEFA / Liga Europa de la UEFA      | 23    | 76  | 22 | 13 | 41 | 78  | 148 | -70  | 79     | –       | –          |
| Liga Europa Conferencia de la UEFA            | 1     | 6   | 2  | 0  | 4  | 5   | 15  | -10  | 6      | –       | –          |
| Recopa de Europa de la UEFA                   | 4     | 12  | 6  | 1  | 5  | 18  | 24  | -6   | 19     | –       | –          |
| Copa Intertoto de la UEFA                     | 1     | 4   | 1  | 2  | 1  | 6   | 6   | 0    | 5      | –       | –          |
| Total                                         | 51    | 178 | 60 | 29 | 89 | 220 | 320 | -100 | 209    | 0       | 0          |
| Actualizado a la Temporada 2022-23.           |       |     |    |    |    |     |     |      |        |         |            |